# Aeroporto di Londra-Gatwick
L'Aeroporto di Londra-Gatwick (IATA: LGW, ICAO: EGKK) è, dopo Heathrow, il secondo aeroporto internazionale più importante di Londra, che è servita complessivamente da nove aeroporti, di cui quattro nelle immediate vicinanze: Luton, Southend, Stansted e London City Airport. Lo scalo è situato a 45 km a sud della capitale inglese e ha a disposizione due piste parallele, orientate est-ovest (più precisamente a 80 gradi e 260 gradi). La pista 26 sinistra (o 8 destra, a seconda della direzione di utilizzo) è dotata di sistema di atterraggio strumentale (ILS) ed è la pista utilizzata in condizioni normali. Solo quando essa ha bisogno di manutenzione (asfalto, cambio luci...) viene usata l'altra pista, che è più corta. Se il vento è inferiore ai 5 nodi, viene usata la 26L per decolli e atterraggi, mentre se è superiore si sceglie tra la 08L e la 26R, in base alla sua direzione.
L'aeroporto è dotato di due terminal, il Terminal Nord e il Terminal Sud. È stata recentemente costruita una sopraelevata che collega il Terminal Nord a un edificio dove si trovano altri gates che altrimenti sarebbero raggiungibili solo con gli appositi bus.
L'aeroporto è hub delle compagnie aeree Air Partner e BA Euroflyer.

## Collegamenti con Londra

### Treno
L'aeroporto di Gatwick è servito dai treni di tre società: Gatwick Express, Southern, Thameslink Railways, tutte del Gruppo Govia. La stazione ferroviaria si trova nel Terminal Sud.

#### Gatwick Express
Treni per London Victoria ogni 15 minuti. Durata del viaggio 30 minuti. Il servizio è sospeso tra le 00:30 e le 03:30.

#### Southern
Treni per London Victoria ogni 20 minuti. Durata del viaggio 40 minuti. Durante la notte, la frequenza è ridotta a un treno ogni ora. I treni per London Victoria fermano a London Clapham Junction dove, ogni 3 minuti, partono treni che in 10 minuti portano a London Waterloo, la quale a sua volta è servita da 4 linee della metropolitana.

#### Thameslink Railway
Thameslink Railway offre treni per City Thameslink, London Bridge, Farringdon e St. Pancras International.

## Andamento del traffico passeggeri
Questo grafico non è disponibile a causa di un problema tecnico.
Si prega di non rimuoverlo.
Vedi la query Wikidata di origine.